# Чабурта
Чабурта (груз. ჭაბურთა) — село в Грузии, на территории Мартвильского муниципалитета края (мхаре) Самегрело-Верхняя Сванетия.

## География
Село находится в западной части Грузии, на правом берегу реки Абаши, на расстоянии приблизительно 1 километра (по прямой) к западу от города Мартвили, административного центра муниципалитета. Абсолютная высота — 180 метров над уровнем моря.

## Население
По результатам официальной переписи населения 2014 года в Чабурте проживало 207 человек (97 мужчин и 110 женщин). В национальной структуре населения грузины составляли 100 %.
| Год  | Население, человек |
| ---- | ------------------ |
| 2002 | 286                |
| 2014 | ↘ 207              |